# Lene Køppen
Lene Køppen  (née le 5 mai 1953) est une joueuse de badminton danoise.

## Palmarès

### Championnats du monde
- Médaille d'or en double mixte en 1977 à Malmö
- Médaille d'or en simple dame en 1977 à Malmö
- Médaille de bronze en double mixte en 1980 à Jakarta
- Médaille de bronze en simple dame en 1980 à Jakarta

### Championnats d'Europe
- Médaille d'or en simple dame en 1978 à Preston
- Médaille d'or en simple dame en 1982 à Böblingen
- Médaille d'argent en simple dames en 1974 à Vienne
- Médaille d'argent en simple dames en 1976 à Dublin
- Médaille d'argent en double mixte en 1976 à Dublin
- Médaille d'argent en double mixte en 1978 à Preston
- Médaille de bronze en double dames en 1982 à Böblingen
- Médaille de bronze en double dames en 1972 à Karlskrona